# Фидра
Фи́дра (англ. Fidra, гэльск. Fiodra, др.-сканд. Fiðrey) — необитаемый остров вулканического происхождения в заливе Ферт-оф-Форт в Шотландии. Входит в состав области Восточный Лотиан. Расположен в полукилометре от берега, западнее Норт-Берика.
Равно как и на других островах залива, на Фидре обитает многочисленная колония морских птиц. В настоящее время остров находится под опекой организации RSPB — Королевского общества охраны птиц. Также на острове находится автоматический маяк.